# Manuela y Bolívar

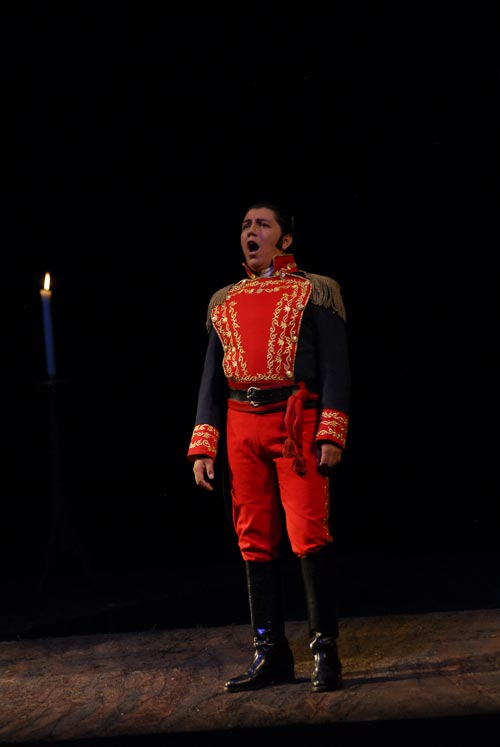
Marlon Valverde es Simón Bolívar en la ópera Manuela y Bolívar de Diego Luzuriaga, mayo de 2009, Teatro Sucre de Quito.

Manuela y Bolívar es una ópera con libreto y música del compositor ecuatoriano Diego Luzuriaga. La obra relata la relación amorosa entre Manuela Sáenz y Simón Bolívar. Se estrenó el 13 de noviembre de 2006 en el Teatro Nacional Sucre en Quito, como creación artística de la Compañía Lírica Nacional con el acompañamiento de la Orquesta Sinfónica Nacional de Ecuador.
El libreto inicia en los días previos a la Batalla de Pichincha del 24 de mayo de 1822 y culmina con la muerte de Manuela Sáenz, conocida como La Libertadora del Libertador, en 1856 en Paita. La obra tiene una forma bastante ecléctica y contiene pasajes recitados y números musicales de factura diversa, entre ellos se encuentran números de corte operístico moderno; de carácter más popular cercano a la zarzuela; y también formas propias de la cantata.
La obra, que tiene una duración de dos horas, hace referencia a ritmos latinoamericanos como un aire típico ecuatoriano, una zamacueca peruana o un merengue venezolano. Se trata de un estilo musical que conjuga lo romántico y lo heroico.

## Reparto del estreno
- Manuela Sáenz: Vanessa Lamar
- Simón Bolívar: Marlon Valverde
- Mariscal Sucre: Luis Medina
- Jonatás, esclava de Manuela: Yanina Murga
- Compañía Lírica Nacional - Dirección Artística: Javier Andrade Córdova
- Orquesta Sinfónica Nacional - Dirección Musical: Álvaro Manzano
- Coro Mixto Ciudad de Quito - Dirección: Magdalena Carbonell
- Coro Pichincha - Dirección: Cecilia Sánchez
- Ballet Humanizarte - Coreografía: Nelson Díaz
- Puesta en Escena: Javier Andrade Córdova
- Diseño de escenografía y vestuarios: María Elena Mexía
- Diseño de Iluminación: Gerald Karlikow